# Tupistra tupistroides
Tupistra tupistroides là một loài thực vật có hoa trong họ Măng tây. Loài này được (Kunth) Dandy miêu tả khoa học đầu tiên năm 1932.